# باشگاه ورزشی پلیس سری‌لانکا
باشگاه ورزشی پلیس سری‌لانکا یک باشگاه فوتبال حرفه‌ای سری‌لانکایی مستقر در کلمبو است. آنها در لیگ قهرمانان سری‌لانکا بازی می‌کنند. این تیم تحت حمایت پلیس سری‌لانکا است.